# Aéroport de Figari-Sud-Corse
Pour les articles homonymes, voir FSC.
L'aéroport de Figari-Sud-Corse (code IATA : FSC • code OACI : LFKF) est un aéroport du département de la Corse-du-Sud. Il est géré par la Chambre de commerce et d'industrie d'Ajaccio et de la Corse-du-Sud.
Situé à Figari, à proximité de Porto-Vecchio (19 km) et de Bonifacio (15 km), cet aérodrome est ouvert au trafic commercial national et international, régulier ou non, aux avions privés, aux vols aux instruments et aux vols à vue.
L'aéroport a accueilli 877 070 passagers en 2024, ce qui en fait le troisième aéroport de Corse après ceux d'Ajaccio et de Bastia.

## Localisation
| \| 10 km1:520 000 \| Corte Ghisonaccia Ajaccio Bastia Calvi Figari Solenzara Propriano |
| 10 km1:520 000                                                                         |

La route territoriale 40 allant d'Ajaccio à Bonifacio passe à quelques kilomètres à l'Ouest de l'aéroport. Depuis 2019, une déviation permet de se rendre de l'aéroport vers Porto-Vecchio sans traverser le village de Figari,.

## Historique

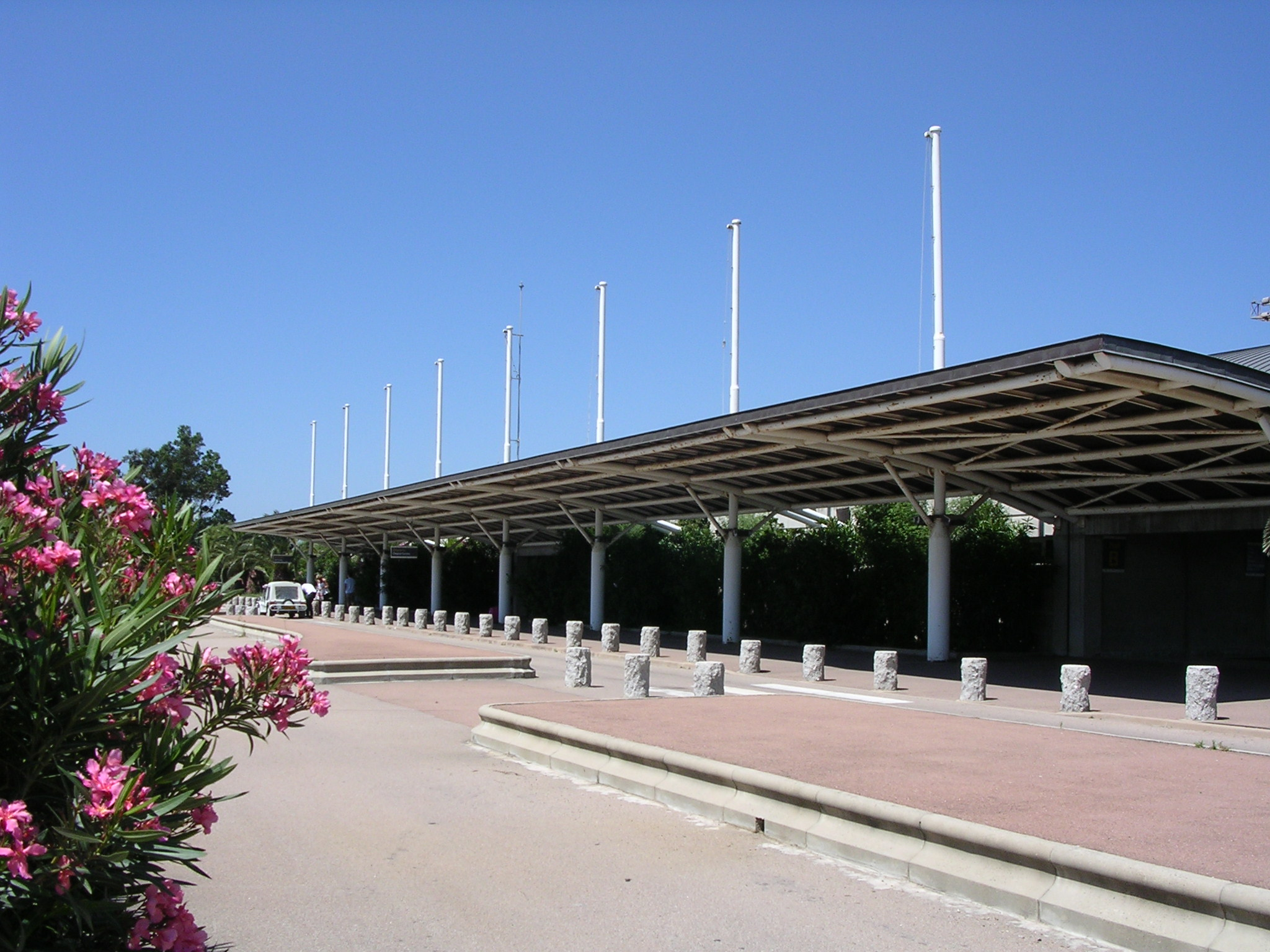
Aéroport de Figari Sud Corse et son parking couvert.

C'est le 1er septembre 1970 qu'a lieu à la mairie de Figari la première réunion du projet visant à construire un aéroport, prévu alors de catégorie D[Quoi ?], pour désenclaver le Sud de la Corse. En 1971, le projet d'aéroport est reclassé en catégorie B. La somme de 56 millions de francs est investie pour la construction.
Ouvert en 1975, l'aéroport de Figari a été desservi dans ses premières années par Air Alpes, Kallistair, TAT, EAS, Point Air, Air Liberté, Air Littoral, Air Lib, Kyrnair, Interflug. Toutes ces compagnies ont déposé le bilan.
Aujourd'hui, l'aéroport de Figari est surtout desservi par Air Corsica en association avec Air France. La compagnie Ryanair a ouvert diverses lignes saisonnières, imitée par d'autres compagnies à bas coût comme easyJet ou Volotea.
Par ailleurs, l'aéroport est le plus important de Corse pour le trafic des jets privés.
L'aérogare actuelle est l’œuvre des architectes Dominique Villa et Jean Michel Battesti. Le projet a été étudié entre 1991 et 1996.
Du fait de sa forte croissance en nombre de passagers qui eut lieu pendant la décennie 2010, l'aéroport, prévu pour accueillir 500 000 passagers par an, en accueille en 2018 - 756 000. Des aménagements ont été réalisés en 2018 - 2019, ainsi que d'importants travaux de réfection de la piste d'atterrissage, accompagnés « de la création d'aires de sécurité d'extrémité de piste, de création de raquettes intermédiaires de retournement, d'un renforcement de la bretelle du pélicandrome, d'une reprise de l'assainissement, du marquage au sol et du balisage lumineux ». Ces travaux ont occasionnés une interruption complète du trafic aérien du 18 février au 24 mars 2019. De plus, des travaux routiers ont été réalisés de 2020 à 2022 afin de faciliter l'accès à l'aéroport et diminuer les embouteillages, surtout en été.

## Évolution du trafic passagers
Le graphique qui aurait dû être présenté ici ne peut pas être affiché car il utilise l'ancienne extension Graph, désactivée pour des questions de sécurité. Des indications pour créer un nouveau graphique avec la nouvelle extension Chart sont disponibles ici.

Voir la requête brute et les sources sur Wikidata.
| Année | Nombre de passagers | Dont low cost | Mouvements |
| ----- | ------------------- | ------------- | ---------- |
| 1997  | 220 479             | 0             | non connu  |
| 1998  | 261 053             | 0             | non connu  |
| 1999  | 287 128             | 0             | non connu  |
| 2000  | 297 966             | 0             | 16 609     |
| 2001  | 251 045             | 0             | 16 901     |
| 2002  | 296 868             | 0             | 16 961     |
| 2003  | 298 348             | 0             | 83 288     |
| 2004  | 254 833             | 0             | 14 532     |
| 2005  | 266 230             | 0             | 15 118     |
| 2006  | 302 374             | 0             | 17 940     |
| 2007  | 341 008             | 0             | 17 774     |
| 2008  | 370 929             | 0             | 17 619     |
| 2009  | 401 611             | 27 457        | 17 817     |
| 2010  | 437 309             | 54 812        | 19 382     |
| 2011  | 444 021             | 38 185        | 18 531     |
| 2012  | 459 049             | 35 679        | 17 168     |
| 2013  | 451 446             | 37 049        | 15 280     |
| 2014  | 504 497             | 110 016       | 14 017     |
| 2015  | 586 046             | 189 282       | 15 154     |
| 2016  | 639 916             | 231 704       | 14 028     |
| 2017  | 730 707             | 310 092       | 17 335     |
| 2018  | 756 454             | 314 426       | 18 213     |
| 2019  | 748 652             | 342 108       | 15 422     |
| 2020  | 469 741             | 215 786       | 15 857     |
| 2021  | 789 721             | 430 262       | 18 396     |
| 2022  | 907 102             | 487 245       | 18 593     |
| 2023  | 863 533             | 441 961       | 17 194     |
| 2024  | 877 070             | 413 856       | 18 121     |

## Compagnies aériennes et destinations
| Compagnies                    | Destinations |
| ----------------------------- | --- |
| Air Corsica                   | *Charleroi Bruxelles-Sud, - Marseille-Provence, - Nice-Côte d'Azur, - Paris-Orly, - Lyon-Saint-Exupéry, - Toulouse-Blagnac                                            |
| Air France                    | *Paris-Charles de Gaulle, - Paris-Orly, - Bordeaux-Mérignac, - Lyon-Saint-Exupéry                                                                                     |
| Air Mountain                  | *Sion |
| British Airways               | *Londres-Heathrow |
| Easy Jet                      | *Londres-Gatwick, - Lyon-Saint-Exupéry, - Paris-Charles de Gaulle |
| EasyJet Switzerland           | *Genève-Cointrin |
| Ryanair                       | *Charleroi Bruxelles-Sud, - Paris-Beauvais, - Toulouse-Blagnac |
| Swiss International Air Lines | *Zurich |
| Transavia France              | *Nantes-Atlantique |
| Volotea                       | *Brest-Bretagne, - Bordeaux-Mérignac, - Paris-Charles de Gaulle, - Caen, - Lille Lesquin, - Lyon-Saint-Exupéry, - Nantes-Atlantique, - Strasbourg, - Toulouse-Blagnac |

Actualisé le 02/03/2025